# SolarWorld

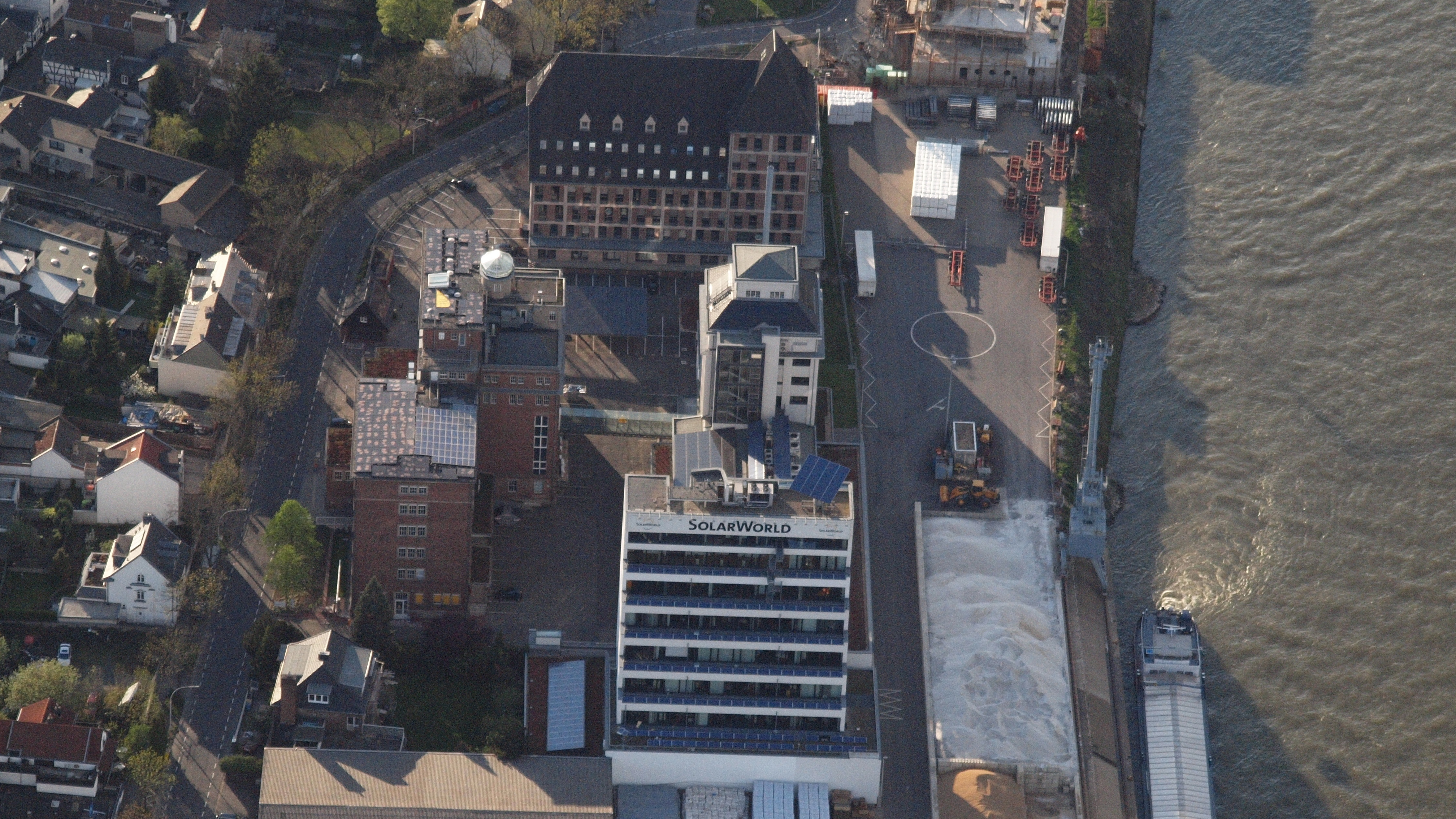
Bureau international de vente à Bonn, Allemagne

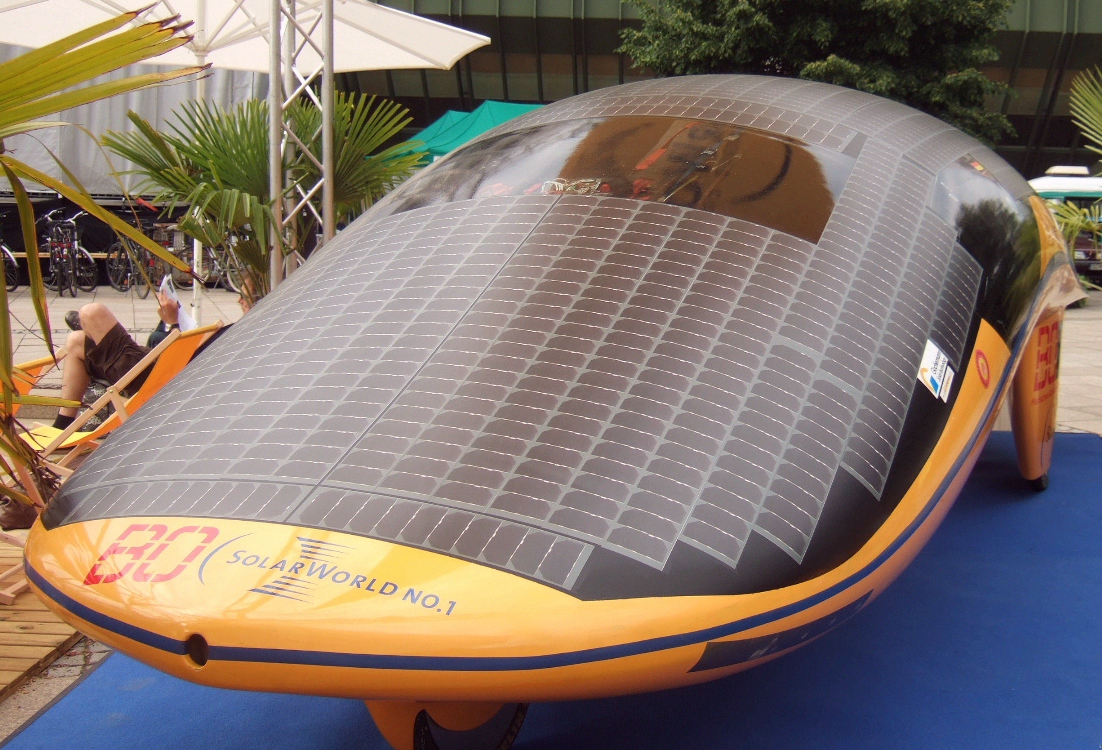
Le SolarWorld no 1

SolarWorld est un des plus grands fabricants de panneaux photovoltaïques. L'entreprise allemande fait partie de l'indice ÖkoDAX.
Le Groupe SolarWorld AG (ISIN: DE0005108401) est un fournisseur leader mondial de produits technologie photovoltaïques haut de gamme à base de silicium cristallin. La couverture complète des niveaux de production solaire constitue l’un de ses atouts majeurs. Du silicium (matière première) à l’installation solaire clé en main de toute taille en passant par les wafers, les cellules et les panneaux, le groupe réunit toutes les étapes de la création de valeur. L’activité principale du Groupe consiste à fournir des modules photovoltaïques haut de gamme aux professionnels du secteur et des wafers cristallins à l’industrie internationale des cellules photovoltaïques. Le siège du Groupe est à Bonn, en Allemagne. Les plus gros sites de production se trouvent à Freiberg (Allemagne) et à Hillsboro (États-Unis). Le développement durable fait partie intégrante de la stratégie d’entreprise de SolarWorld. Sous l’enseigne « Solar2World », le Groupe soutient des projets d’aide aux pays en voie de développement par le biais de solutions solaires non raccordées au réseau qui apportent une contribution importante au développement économique durable de ces régions. SolarWorld AG emploie environ 3 300 personnes dans le monde. L’entreprise est cotée en Bourse depuis 1999, entre autres dans l’indice des énergies renouvelables ÖkoDAX ainsi que dans l’indice de valeurs durables NAI et anciennement dans l’indice du secteur des technologies TecDAX.

## Historique
En quelques années seulement, SolarWorld est passée du stade d’ancienne entreprise artisanale à un groupe solaire au processus intégré de création de valeur solaire - de la matière brute à l’installation solaire photovoltaïque finie et de haute qualité, en passant par la fabrication de wafers, de cellules et de panneaux.
Dans les années 2000 : SolarWorld ouvre un site de production à Freiberg, ville universitaire de Saxe au cœur de la Silicon Saxony. Cette ville possède un long passé lié à la technologie des semi-conducteurs. Toutes les étapes de production, du silicium au panneau, y sont présentes, à proximité directe de l’entreprise de recherche et développement du groupe, SolarWorld Innovations. Les relations avec l’École supérieure des mines de l’Université technique de Freiberg et avec les sites de semi-conducteurs de Dresde favorisent un environnement innovant, avec une main-d’œuvre compétente.
Aux États-Unis, SolarWorld est présent avec une usine (Hillsboro, 2008) et un centre de vente (Camarillo). Tandis que sur le site de distribution de Camarillo (Californie), des panneaux solaires ont été fabriqués déjà en 1977, Hillsboro dans l'État américain de l'Oregon apporte au groupe de nouvelles compétences dans le secteur des panneaux monocristallins depuis 2008. Aujourd’hui, c’est ce site qui abrite la première production photovoltaïque entièrement intégrée d'Amérique. SolarWorld suit depuis des années une stratégie ciblée sur les sites, grâce à laquelle il est présent sur les marchés majeurs du secteur photovoltaïque. Au total, le groupe compte 12 sites (dont trois établissements, des joint-ventures et le groupe).
Le groupe bénéficie [Quand ?]aujourd’hui d’avoir misé tôt sur l’établissement de toute la chaîne de valeur solaire : Il dispose de toutes les étapes de la production d'usines modernes et il permet d’approvisionner de façon globale le marché solaire en pleine expansion. En outre, le groupe dirige en interne le développement des technologies photovoltaïques à tous les niveaux.
Le groupe emploie 3 300 personnes sur ses sites en Allemagne, en France, en Espagne, en Afrique du Sud, en Asie et aux États-Unis - et la tendance est à la hausse.
L'entreprise a reçu le German Sustainability Award dans la catégorie Germany’s Most Sustainable Production 2008.
En 2008, SolarWorld avait fait une offre de rachat de quatre usines Opel.
L'entreprise a fait cadeau d'une installation photovoltaïque au Vatican.
En mai 2017, SolarWorld se déclare en faillite se disant victime de la concurrence chinoise, une faillite qui était néanmoins prévue depuis longtemps pour cette entreprise vivant essentiellement des subventions de l'État allemand et des subventions européennes. Alors que les près de 3 000 employés de l'entreprise seront bientôt sans emploi, le fondateur de la société Frank Asbeck, propriétaire de deux châteaux, a eu le temps de faire fortune. Depuis plusieurs années, il s'était attiré les grâces du Parti social-démocrate d'Allemagne (SPD) de Bonn avec des « dons somptueux ».